# Oda do radości

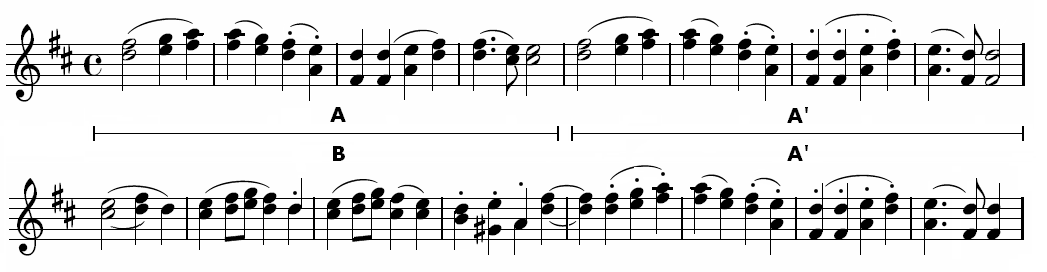
Pierwsze takty muzyki Ody do radości autorstwa Ludwiga van Beethovena (partia oboju).

Oda do radości, także: Do radości (niem. An die Freude) – poemat Friedricha Schillera, powstały w listopadzie 1785, a ogłoszony drukiem w 1786. Ostateczna wersja autorska pochodzi z 1803 roku (w stosunku do pierwszej wersji ma trochę zmieniony szósty i siódmy wers pierwszej zwrotki oraz jest krótsza – nie zawiera ostatniej zwrotki). Utwór znany z fragmentów pochodzących z IX symfonii Ludwiga van Beethovena.
Beethoven już w szkicowniku z 1789 roku zapisał frazę z pierwszej partii chóru (partie chóralne towarzyszą w oryginale kolejnym zwrotkom), z zamysłem napisania muzyki do dzieła Schillera: Muß ein lieber Vater wohnen (Mieszka Ojciec upragniony). Na podstawie projektu z 1812 roku wiadomo, że początkowo miała to być uwertura na chór i orkiestrę. Pracując nad IX symfonią, którą ukończył w 1824 roku, Beethoven włączył tekst do jej finałowej części.
Utwór Schillera jest napisany wierszem trocheicznym czterostopowym na przemian męskim i żeńskim, przy użyciu krzyżowego schematu rymowania.
Utworem inspirowanym poematem Schillera jest Oda do młodości Adama Mickiewicza.

## Oda do radości jako hymn
Na początku lat 50. dwudziestego wieku w RFN próbowano wprowadzić Odę do Radości jako hymn Niemiec, jednak w 1952 roku powrócono do Das Lied der Deutschen, który pozostaje hymnem do dziś.
Muzyka Beethovena z „Ody do radości” z tekstem Mary Bloom, pod tytułem „Rise O Voices of Rhodesia”, była hymnem narodowym Rodezji od 1974 roku do końca istnienia państwa w roku 1980.
W 1972 roku kantata finałowa IX symfonii Ludwiga van Beethovena, znana głównie jako Oda do radości, w wersji instrumentalnej stworzonej przez Herberta von Karajana została przyjęta jako hymn Unii Europejskiej przez Radę Europy i Wspólnotę Europejską.
Oda jest też oficjalnym motywem muzycznym Copa Libertadores.

## Polskie przekłady
Jeden z polskich przekładów początkowego fragmentu Ody do radości wykonał Konstanty Ildefons Gałczyński. Gałczyński nie trzymał się ściśle oryginalnego tekstu i nigdy nie przełożył całości utworu.
Inne tłumaczenie całości utworu Schillera, ściślej trzymające się słów oryginału, opracował Andrzej Lam.